# Klimachok i 535-536
I årene 535 og 536 skete der mange ekstreme vejrbegivenheder, som kan betragtes som bemærkelsesværdige undtagelser fra Jordens normale klima. (En lignende hændelse blev rapporteret i 1816 – året uden sommer.)

## Det koldeste år i 2.000 år
Følgende blev rapporteret af uafhængige, samtidige kilder:
- I Konstantinopel skrev historikeren Prokopios, at solen havde skinnet hele året "igennem uden kraft, men kun som månen. Den var næsten som en solformørkelse, for dens lys var ikke klart, eller som det plejer at være." Han tolkede det som et skræmmende jærtegn: "Fra den tid af, var der ingen ende på hverken krig eller pest eller andre dødbringende begivenheder." [1]

- I Italien fortalte historikeren Flavius Cassidorus i 536, at solen havde tabt sit sædvanlige lys og i stedet fået en blålig farve. Selv midt på dagen kastede man ingen skygge, og det varede et helt år, hvor afgrøderne også blev ødelagte. [2]
- I Irland beretter Ulster- og Innisfallen-annalerne om hungersnød.
- I Kina kunne man ikke se stjernerne for den slørede himmel; og frost om sommeren førte til stor hungersnød.[1]
- I Norge og Sverige kendes ingen skriftlige kilder fra den tid, men arkæologer har dokumenteret en dramatisk ændring i kulturlandskabet, hvor folk og dyr flyttede eller forsvandt. [3]

Året 536 var det koldeste i 2000 år, og omtales som menneskehedens værste år. Studier af træernes årringe viser det samme mønster over hele verden, indbefattet Skandinavien: En ekstremt kold sommer efterfulgt af et koldt tiår. Træers årringe bliver tynde i år med dårlige vækstforhold. Årringen for 536 er så tynd, at den kun kan ses i mikroskop.
Man formoder, at ændringerne skyldtes aske eller støv kastet op i atmosfæren efter vulkanudbrud, da tidsfæstelse af fortidens vulkanudbrud afslører sammenfald mellem disse og kuldeperioderne. 

## Vulkanudbrud
I David Keys bog fra 1999 foreslås årsagen at være en eksplosion af den indonesiske vulkan Krakatau. Denne hypotese støttes af den amerikanske vulkanolog Ken Wohletz. En anden mulighed er et udbrud af vulkanen Ilopango i El Salvador.
David Keys spekulerede yderligere over, om klimaforandringerne måske havde induceret flere større udviklinger som Den justinianske pest (fremkomsten af byldepest i Konstantinopel få år senere), mongolske stammers migration mod vest, afslutningen på det Persiske rige, islams opblomstring og afslutningen på flere civilisationer i Mellemamerika og Sydamerika (fx moche og aztekerne). Disse spekulationer har ikke vundet almindelig tilslutning (2004).
Af iskerner hentet fra Grønlands indlandsis fremgår, at der skete et stort vulkanudbrud ved Ækvator i år 527, samt et andet vulkanudbrud i 533-534 +/- 2 år (så år 536 er inden for rammerne for dette udbrud). I Dronning Maud Land i Antarktis har isboringer vist vulkanudbrud år 542 plus/minus 17 år. År 536 er således også inden for rammerne af dette vulkanudbrud.  Af årringsdatering fremgår, at træernes årringe var specielt smalle i år 536 og 10 år herefter. 
Klimaforsker Fredrik Charpentier Ljungqvist ved Stockholms universitet har indført betegnelsen senantikkens lille istid om perioden. 
Forskere fremlagde i 2018 ved en konference på Harvard University et svar. McCormick og hans team har foretaget dybe ismålinger i schweiziske gletsjere, og de fandt beviser for »et kataklysmisk vulkanudbrud« i Island sandsynligvis vulkanen Katla i 536.
Men også den sydamerikanske vulkan Ilopango i El Salvador gik i udbrud i 535 og kan sammen med Katla have medvirket til den enorme katastrofe og omfattende vulkanske vinter.

## Ofringer
Morten Axboe har peget på, at der både i Danmark og andre steder blev ofret store mængder smykker og ædle metaller under klimachokket.  Han mener, at disse ofringer må ses som en desperat handling for at formilde de højere magter til at bringe solen tilbage. I århundrederne efter ofringerne forsvandt tidligere tiders smykker som massive halsringe og brakteater næsten helt, og guld optræder kun som ganske tyndt blik som i guldgubber.  Axboe mener tillige, at begivenheden kan have inspireret til norrøn mytologis overlevering om Ragnarok, hvor sol og måne sluges af ulve, og Fimbulvinteren - tre vintre i træk uden sommer imellem - bryder løs.  Beretningen om en lang kuldeperiode findes både i sagnkredsen om Ragnarok og i det finske Kalevala. Da myten om Tyr og Fenrisulven var kendt i oldtiden - den genkendes på brakteaterne - kan historien om Ragnarok være lige så gammel.